# Abel Matthieu
Abel Matthieu, sieur des Moystardières, est un jurisconsulte, linguiste et traducteur français du XVIe siècle né à Chartres. Disciple d'André Alciat.

## Œuvres

### Éditions originales
- Devis de la langue française, Paris, imp. de Richard Breton, 1559, in-8°, 44 feuillets, lire en ligne sur Gallica.
- Second devis et principal propos de la langue française, Paris, imp. de Richard Breton, 1559, in-8°, 40 feuillets, lire en ligne sur Gallica.

Ces deux volumes furent imprimés en caractères de civilité.
- Devis de la langue francoise, fort exquis, et singulier, Avecques un autre Devis, & propos touchant la police, & les estatz : où il est contenu (outre les sentences, & histoires) un brief extraict du grec de Dion, surnommé Bouche-dor : de la Comparaison entre la royauté, & la tyrannie. Faictz et composez par A. M. sieur des Moystardières
  - A Paris, pour la veuve Richard Breton [Jeanne Wouernier], Rue sainct Jacques, à l'enseigne de l'Escrevisse d'argent, M.D.LXXII [1572] (voir en ligne).
  - chez Jean de Bordeaux, au Clos Bruneau, à l'enseigne de l'Occasion, M.D.LXXII, 1572.

### Éditions modernes
- Devis de la langue française, 1559, suivi de Second devis et principal propos de la langue française, 1560, édition en fac-simile, Paris, Slatkine, 1972 (BNF 35405955), lire en ligne sur Gallica.
- France Tremblay, Édition annotée et commentée du Devis de la langue francoyse d'Abel Matthieu, paru à Paris en 1559, suivie d'un glossaire, Mémoire présenté à la Faculté des études supérieures de l'Université Laval dans le cadre du programme de maîtrise en linguistique pour l'obtention du grade de maître es arts, Département de Langues, linguistique et traduction, faculté des Lettres, Université Laval, Québec, 2006, en ligne.
- Devis de la langue française, 1559, suivi de Second devis et principal propos de la langue française, 1560, édité par Alberte Jacquetin, Paris, Honoré Champion, 2008. CR :  Jean-Charles Monferran, Revue d'Histoire littéraire de la France, 2010, n° 3, p. 711-714.